# Andreas Köll

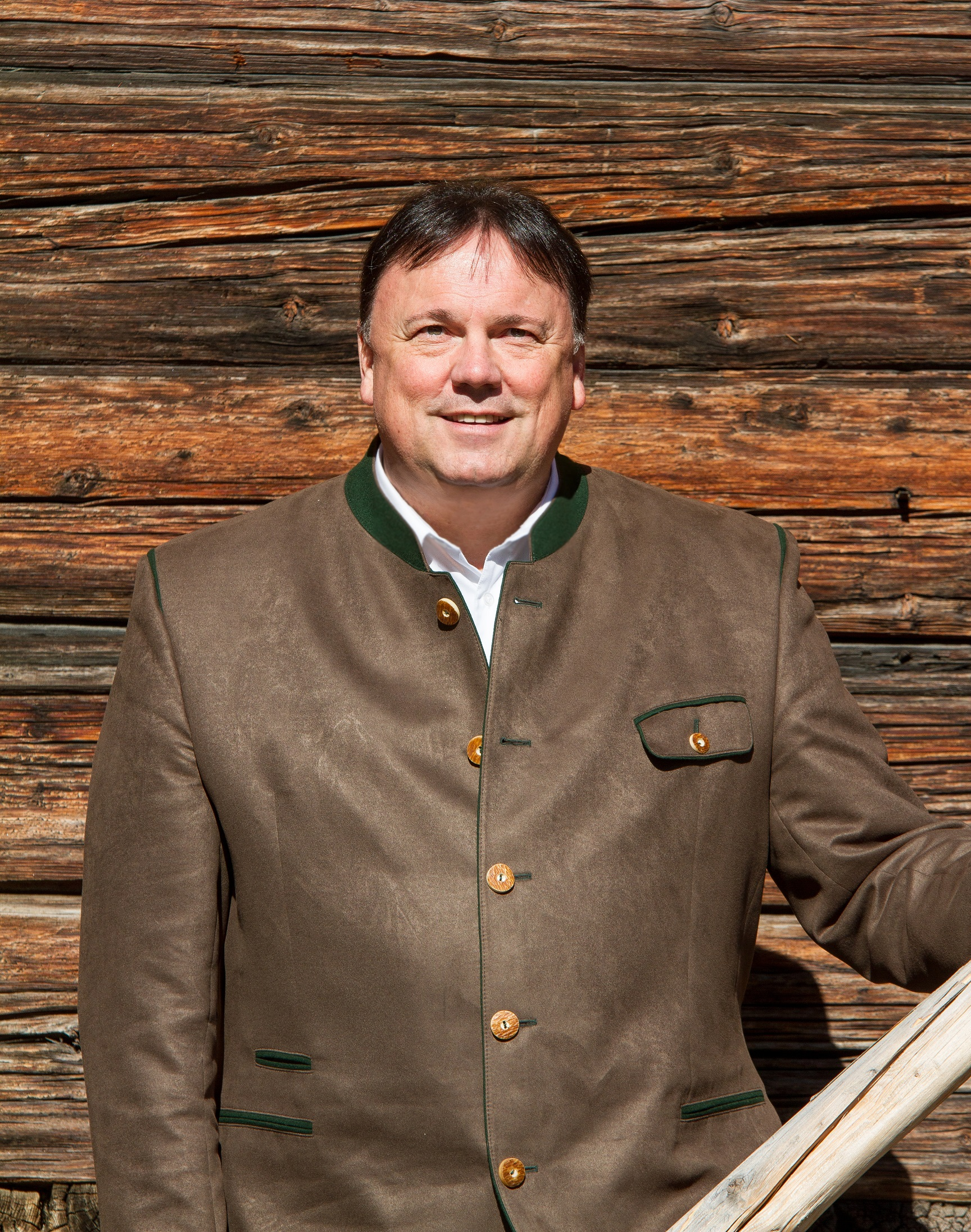
Andreas Köll anno 2015

Andreas Köll (* 21. Juni 1960 in Matrei in Osttirol) ist ein österreichischer Politiker (ÖVP). Er war von 2001 bis 2013 Abgeordneter zum Tiroler Landtag und von 2013 bis 2018 Mitglied des österreichischen Bundesrats. Von 2009 bis 2014 war er Landesobmann des Arbeitnehmerinnen- und Arbeitnehmerbundes Tirol (AAB Tirol).

## Ausbildung und Beruf
Andreas Köll besuchte die Volksschule in Matrei und wechselte danach an das Neusprachliche Bundesgymnasium in Lienz, wo er 1979 die Matura ablegte. Köll leistete danach seinen Militärdienst als einjährig Freiwilliger ab und absolvierte eine Ausbildung zum Milizoffizier in Osttirol sowie an der Heeressport- und Nahkampfschule in Wiener Neustadt. Neben seinem Beruf studierte Köll Rechtswissenschaften und Politikwissenschaften an der Universität Innsbruck. Sein Studium der Rechtswissenschaften schloss er 1987 mit der Sponsion und 1989 mit der Promotion ab.
Von 1983 bis 1987 war Köll als Erzieher an der Tiroler Hotelfachschule Villa Blanka in Innsbruck tätig. Nach seiner Sponsion absolvierte er zwischen 1987 und 1988 sein Gerichtspraktikum am Bezirksgericht Matrei und am Landesgericht Innsbruck. Danach war er von 1988 bis 1989 Journalist beim Osttirol Journal. Seit 1989 ist Köll Geschäftsführer der Matreier Goldried Bergbahnen GmbH & Co. KG. Er war zudem Vorsitzender der ARGE der Osttiroler Bergbahnen und Vertreter von Osttirol im Fachverband der Seilbahnen in der Wirtschaftskammer Tirol.

## Politik
Andreas Köll stieg 1986 als Gemeinderat von Matrei in Osttirol in die Politik ein. Bereits 1989 wurde er zum Bürgermeister gewählt. Köll ist seit 1989 Mitglied im ÖAAB und wurde 1992 zum Landesobmann-Stellvertreter des AAB Tirol gewählt. Von 1997 bis 2010 war er und seit 2014 ist er zudem wieder Bezirksobmann des AAB Lienz. Der Matreier Bürgermeister wurde 2000 zum Obmann des Gemeindeverbandes Bezirkskrankenhaus Lienz gewählt. Köll war von 2001 bis 2010 auch Bezirksparteiobmann der VP Lienz. Er folgte am 1. Oktober 2001 Helmut Krieghofer als Abgeordneter in den Tiroler Landtag nach. Er war seitdem Mitglied mehrerer Ausschüsse und Obmann des Ausschusses für Gesellschaft, Bildung, Kultur und Sport sowie Gesundheitssprecher der VP Tirol. Köll kandidiert bei den Landtagswahlen 2003, 2008 sowie 2013 als Spitzenkandidat der ÖVP auf dem Kreiswahlvorschlag des Bezirks Lienz.
Am 14. November 2009 wurde Andreas Köll beim Landestag in Schwaz mit 93,05 % der Delegiertenstimmen zum Nachfolger von Landeshauptmann Günther Platter als Landesobmann des Arbeitnehmerinnen- und Arbeitnehmerbundes Tirol (AAB Tirol) gewählt.
Bei den Tiroler Landtagswahlen 2013 gelang es ihm nicht, wieder in den Tiroler Landtag einzuziehen. Von Mai 2013 bis März 2018 gehörte Köll dem Bundesrat als Mitglied an, im März 2014 folgte ihm Beate Palfrader als Landesobfrau des AAB-Tirol nach. Andreas Köll wurde inzwischen erneut zum Bezirksobmann des AAB Lienz gewählt. Nach der Landtagswahl in Tirol 2018 schied er aus dem Bundesrat aus.
Im Jänner 2022 gab er bekannt, bei der Bürgermeister-Direktwahl im Februar 2022 nicht mehr zu kandidieren. Seine Liste Gemeinsam für Matrei wurde von Vizebürgermeisterin und Bundesrätin Elisabeth Mattersberger in die Wahl geführt. Zu seinem Nachfolger als Bürgermeister wurde Raimund Steiner (Matreier Liste) gewählt.

## Privates
Andreas Köll ist verheiratet und hat eine Tochter.